# Rangjung Dorje
Rangjung Dorje (1284-1339) was de derde gyalwa karmapa, hoofd van de kagyüschool van het Tibetaans boeddhisme.
Rangjung Dorje werd in Tingri aan de voet van de Mount Everest in het zuiden van Tibet geboren. Op driejarige leeftijd zei hij dat hij de karmapa was en werd op vijfjarige leeftijd door Orgyenpa erkend. Rangjung Dorje kreeg in het Tsurphu-klooster een opleiding in zowel de kagyü en de nyingmaschool. Na een retraite aan de voet van de Mount Everest werd hij ook opgeleid door de kadamschool. Hij vond het zelf nog niet voldoende en ging op zoek naar andere leren. Hij werd later onderwezen in de dzogchenleer en stichtte de nyingtik kagyü-linie om deze leer te bewaren en werd op 35-jarige leeftijd onderwezen in de kalachakra.
Rangjung Dorje stichtte vele kloosters en gaf opdracht tot de bouw van veel bruggen om het land toegankelijker te maken. In 1332 bezocht hij het Chinees Keizerrijk en zegende de kroning van de keizer in, die tevens een leerling van Rangjung Dorje was. Rangjung Dorje gaf een van zijn belangrijkste leerlingen Khädrub Dragpa Sengge, een robijnrode kroon en noemde hem Shamarpa. Hij werd daarmee de eerste in de linie van Shamar Rinpoches. Als karmapa te jong was om leiding te geven aan de karma kagyü-linie was het de taak van de Shamarpa de leiding over te nemen. Tevens werd de Shamarpa verantwoordelijk voor de dagelijkse leiding in de provincie Tsang.
- Bibliothèque nationale de France: cb12215154d (data)
- Gemeinsame Normdatei: 104159731
- International Standard Name Identifier: 0000 0001 1027 4265
- Library of Congress Control Number: n83207404
- Nationale Bibliotheek van Letland: 000283278
- Nationale Bibliotheek van Tsjechië: jx20061016008
- Nationale Bibliotheek van Israël: 987009347858405171
- Nederlandse Thesaurus van Auteursnamen: 251796957
- Système universitaire de documentation: 108888932
- Virtual International Authority File: 57043333
- WorldCat: E39PBJckK3pxbcyyxgDrJfYByd